# Aeroportul Milliken
Aeroportul Milliken (IATA: QKE, ICAO: FLKW) este un aeroport din Zambia ce deservește zona Kabwe.
Situat la o altitudine de 1.195 m, aeroportul dispune de o singură pistă.